# Résolution 270 du Conseil de sécurité des Nations unies
Membres permanents
- Chine (Taïwan)
- États-Unis
- France
- Royaume-Uni
- URSS

Membres non permanents
- Algérie
- Colombie
- Espagne
- Finlande
- Hongrie
- Népal
- Pakistan
- Paraguay
- Sénégal
- Zambie

Résolution no 269 Résolution no 271
La résolution 270 du Conseil de sécurité des Nations unies est adoptée sans vote lors de la 1 504e séance du Conseil de sécurité des Nations unies le 26 août 1969, après une attaque aérienne d'Israël sur le Sud-Liban, le Conseil a condamné Israël et a déploré tous les incidents en violation du cessez-le-feu et de l'extension de la zone de combat. Le Conseil a également déclaré que des violations aussi graves du cessez-le-feu ne pouvaient pas être tolérées et que le Conseil devrait envisager de nouvelles mesures plus efficaces, comme le prévoit la Charte.

### Sources
- (en) Cet article est partiellement ou en totalité issu de l’article de Wikipédia en anglais intitulé « United Nations Security Council Resolution 270 » (voir la liste des auteurs).

### Texte
- Résolution 270 Sur fr.wikisource.org
- Résolution 270 Sur en.wikisource.org